# Suburban Voice
Suburban Voice – czasopismo o tematyce muzycznej, założone w 1982 roku przez Ala Quinta. Przez pierwsze dziesięć numerów było wydawane pod nazwą Suburban Punk. Głównym autorem treści był sam Al Quint. Czasopismo było znane ze swoich szczegółowych wywiadów i recenzji. W 2003 zaprzestano publikacji pisma w wersji drukowanej. Od tego czasu Suburban Voice ukazuje się w formie bloga.  
Czasopismo wydawane było w Swampscott w stanie Massachusetts.  